# Parc Adirondack
Le parc Adirondack est une zone protégée constituée autour des monts Adirondacks, dans le nord de l'État de New York. Avec 24 700 km2 — la taille approximative du Vermont —, c'est le plus grand parc et National Historic Landmark des États-Unis.

## Description
La limite du parc correspond aux monts Adirondacks. Fondée en 1885, c'était la première réserve d'État de ce type dans le pays. Contrairement à la plupart des réserves, environ 52 pour cent des terres sont des propriétés privées fortement réglementées par l'Agence des parcs Adirondacks. Cette zone contient 102 villes et villages, ainsi que de nombreuses fermes, entreprises et une industrie active de récolte du bois. La population toute l'année est de 132 000 habitants, avec 200 000 résidents saisonniers. L'inclusion des communautés humaines fait du parc l'une des grandes expériences de conservation dans le monde industrialisé. Il a été désigné Monument Historique National en 1963.
Les 24 000 km² du parc comprennent plus de 3 000 lacs, 48000 km de rivières et ruisseaux et une grande variété d'habitats, y compris des terres humides et des forêts anciennes. Le parc comprend plus de 3 200 km de sentiers de randonnée, ce qui constitue le plus grand réseau de sentiers du pays.

### Comparaison du parc en 1900 et 2000
| Année:                                     | 1900                                                        | 2000                                     |
| ------------------------------------------ | ----------------------------------------------------------- | ---------------------------------------- |
| Zone du parc                               | 1 100 000 ha                                                | 2 355 397 ha                             |
| Zone appartenant à l'État                  | 490 000 ha (43%)                                            | 1 050 507 ha (44,6% )                    |
| Durée du voyage de New York vers Old Forge | 6,5 heures de chemin de fer                                 | 5 heures en voiture                      |
| Résidents permanents du parc               | 100 000                                                     | 130 000                                  |
| Longueur de la voie publique dans le parc  | 6685 km plus 800 km de voie ferrée de voyageurs             | 6920 km (11220 km)                       |
| Industrie                                  | 92 scieries, 15 mines de fer, 10 usines de pâtes et papiers | 40 scieries, 1 usine de pâtes et papiers |

## Faune
Le commerce des fourrures a conduit à la quasi-extinction du castor en 1893. D'autres espèces, comme l'orignal, le loup et le couguar ont été chassées soit pour leur viande, soit pour le sport, soit parce qu'elles étaient considérées comme une menace pour bétail.
Les efforts de réintroduction du castor ont commencé vers 1904 en combinant les castors restant dans les Adirondacks avec ceux du Canada et plus tard ceux de Yellowstone. La population est rapidement passée à environ 2000 ans environ dix ans et environ 20 000 en 1921 avec l'ajout de castors dans différentes zones du parc. Bien que cette réintroduction ait été un succès, la population élevée de castors s'est avérée avoir des impacts économiques négatifs sur les cours d'eau et les sources de bois.
La tendance de l'homme à tenter de gérer la nature se poursuivait avec l'introduction du wapiti dans les Adirondacks, une espèce dont on n'est pas sûrs qu'elle ait jamais occupé la région auparavant. Après deux tentatives infructueuses d'introduction d'élans, en 1903, plus de 150 élans ont été signalés par la New York Forest, Fish and Game Commission comme ayant été relâchés et ayant survécu dans le parc. La population de wapitis a augmenté pendant plusieurs années avant de décliner en raison du braconnage.
Pour protéger et maintenir la population de wapitis à l'avenir, le refuge de gibier de montagne DeBar a été créé dans la réserve forestière. Cet acte de préservation de l'espèce était motivé par la chasse plutôt que par un aspect écologique ou naturel.  
Un résultat négatif a été le piégeage et la mise à mort de la "vermine", telle qu'étaient considérés des animaux tels que des faucons, des hiboux, des renards et des belettes parce qu'ils s'attaquaient à d'autres espèces recherchées par les chasseurs et les pêcheurs. Cela s'est avéré avoir des conséquences écologiques imprévues, notamment la surpopulation de cerfs signalée par le Département de la conservation de l'État de New York en 1945.
Des efforts continus ont été faits pour réintroduire la faune indigène qui avait disparu du parc lors d'une exploitation antérieure. Ces animaux réintroduits à diverses époques comprennent le raton laveur, l'orignal, l'ours noir, le coyote, l'opossum, le castor, le porc-épic, la martre, la loutre de rivière, le lynx roux et le lynx canadien. Tous ces efforts de restauration n'ont pas encore été couronnés de succès. Il y a 53 espèces de mammifères connues qui vivent dans le parc.
Les oiseaux du parc comprennent le faucon à queue rouge, le faucon à ailes larges, la buse pattue, le faucon de Swainson, le faucon pèlerin, le balbuzard pêcheur, le hibou grand duc, la chouette rayée, le chat-huant, l'urubu à tête rouge et le corbeau.

## Tourisme
On estime que 7 à 10 millions de touristes visitent le parc chaque année. Il existe de nombreux hébergements, y compris des chalets, des gîtes de chasse, des villas et des hôtels. De nombreuses montagnes des Adirondacks ont été aménagées en domaines skiables. La chasse et la pêche sont autorisées dans le parc Adirondack, bien que dans de nombreux endroits il existe des réglementations strictes. Grâce à ces réglementations, la grande fréquentation touristique n'a pas surexploité la région et, à ce titre, les ruisseaux, les rivières, les étangs et les lacs abritent de grandes populations de truites et de bars noirs. Bien que restreints d'une grande partie du parc, les amateurs de motoneige peuvent rouler sur un vaste réseau de sentiers. Le kayak et le canoë en eau vive sont populaires sur de nombreuses rivières et lacs. Des sorties en radeau et de rafting en eaux vives ont lieu au printemps.

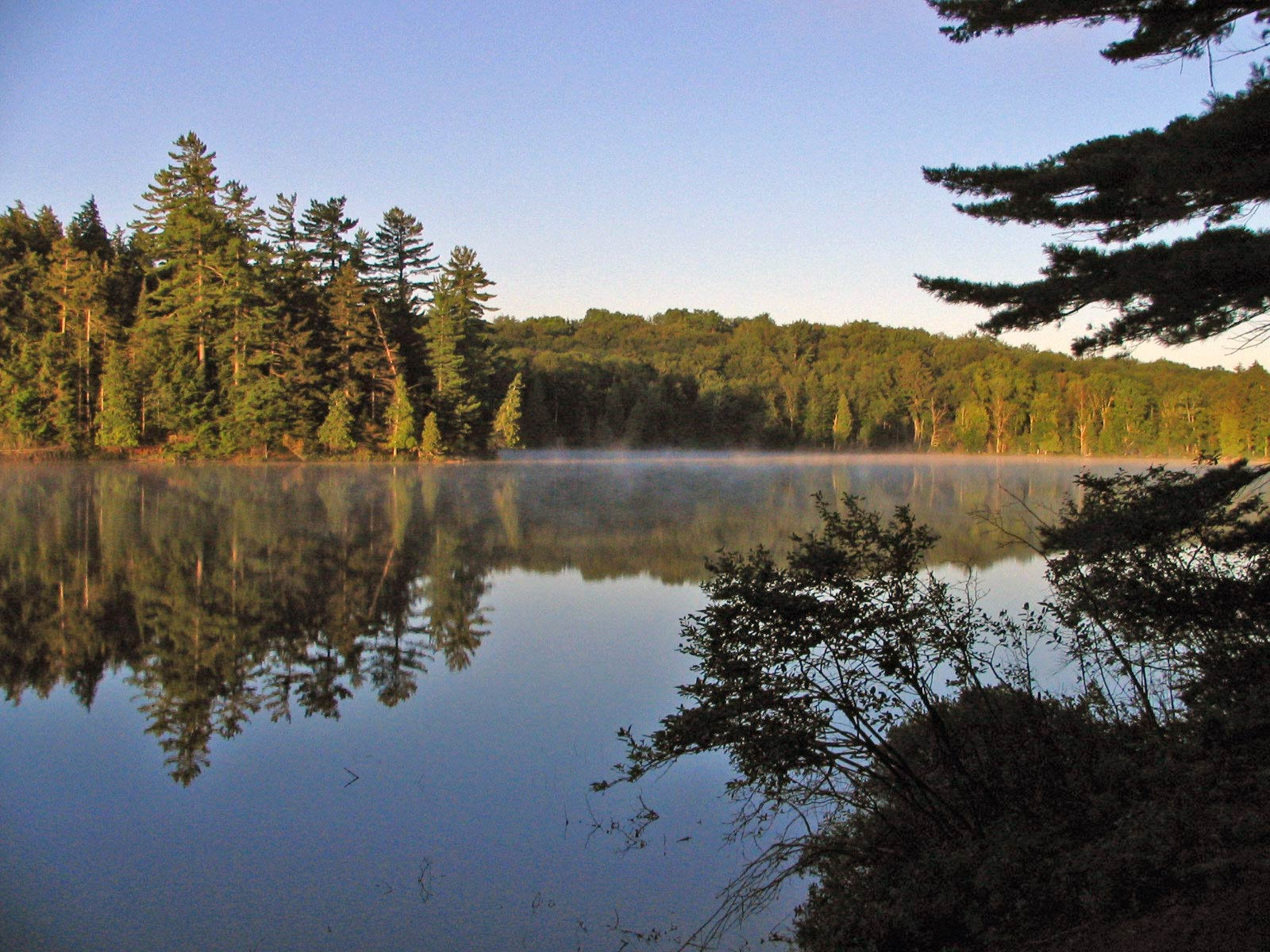
Long Pond
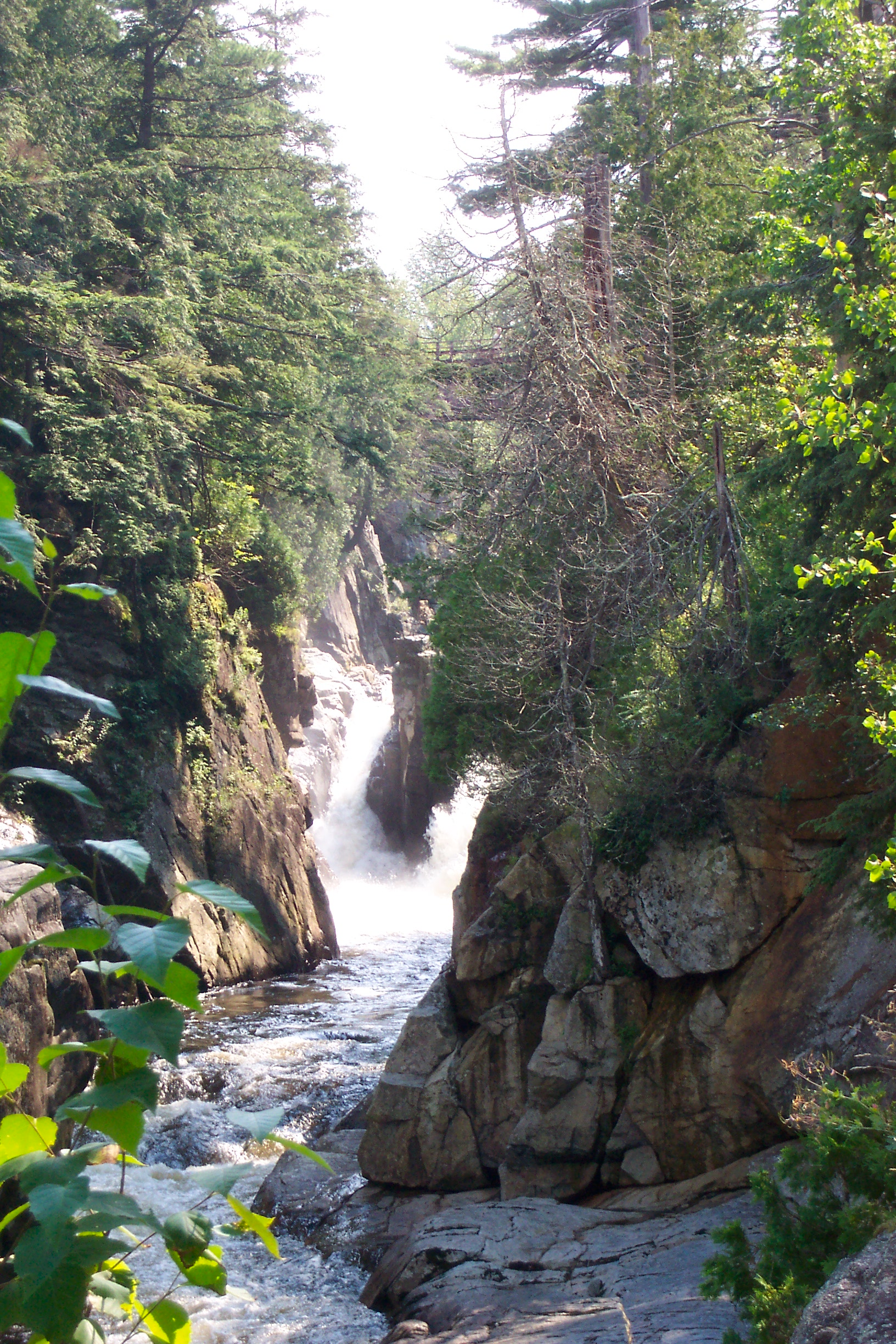
Cascade
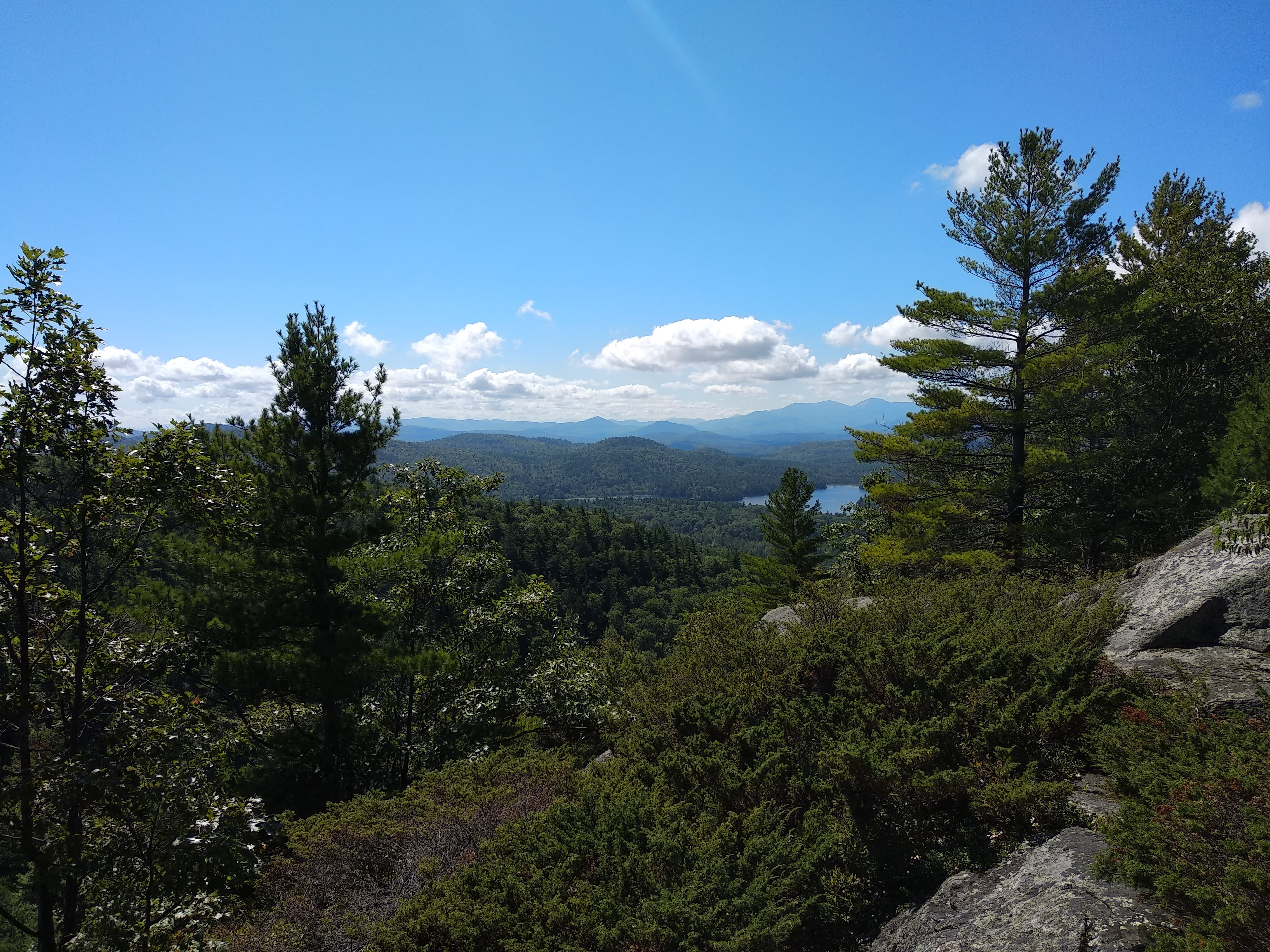
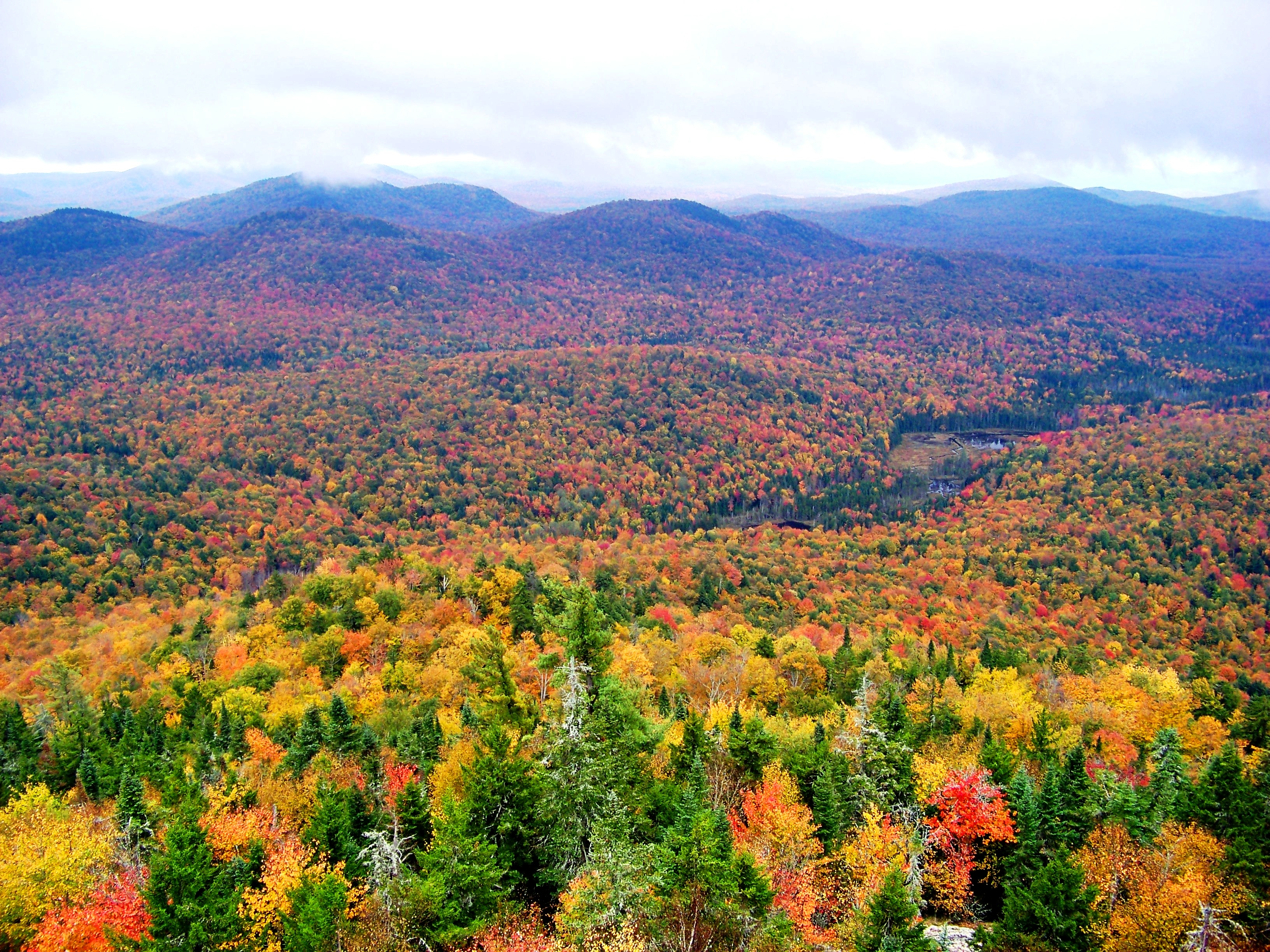
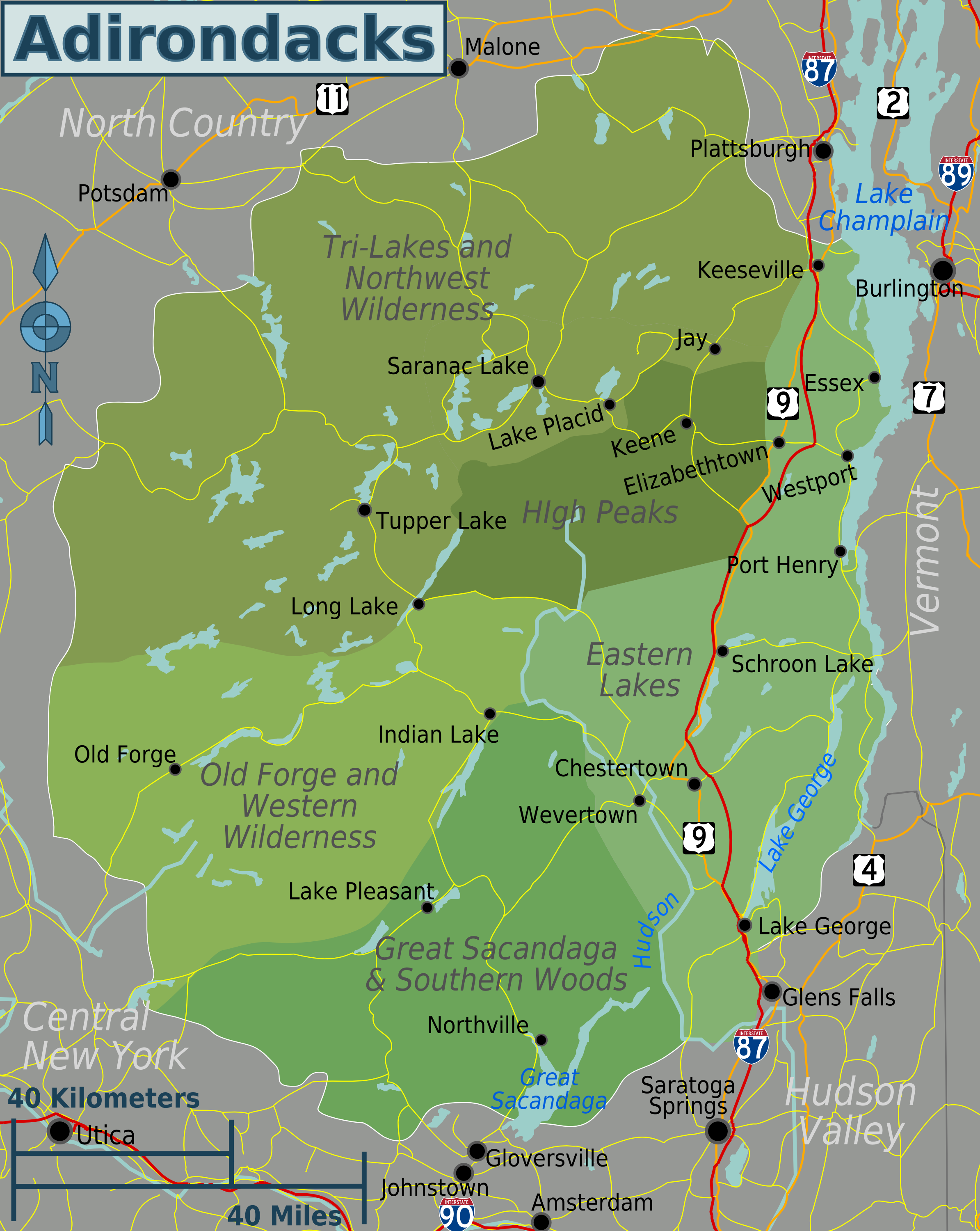
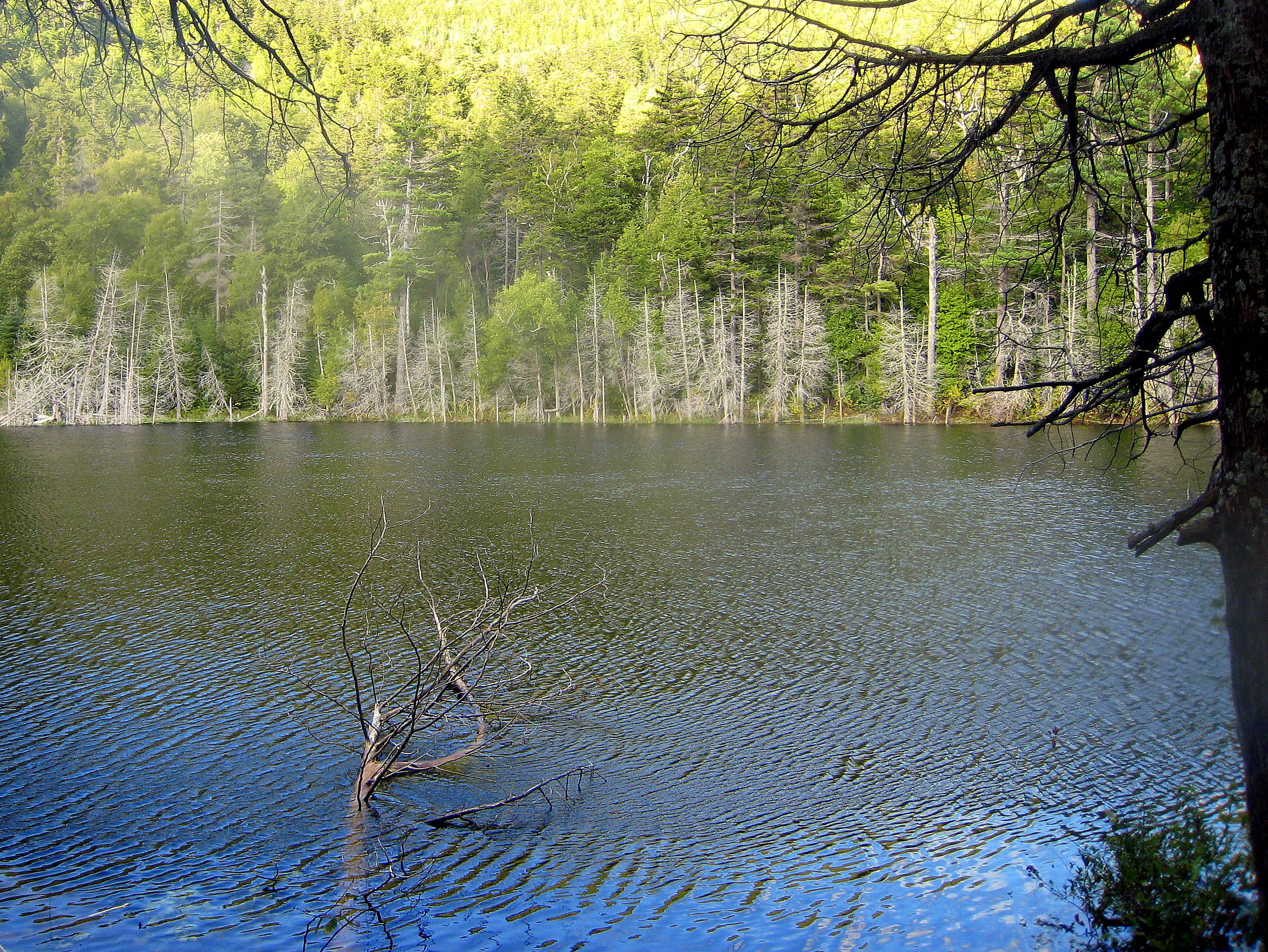